# Ron Livingston

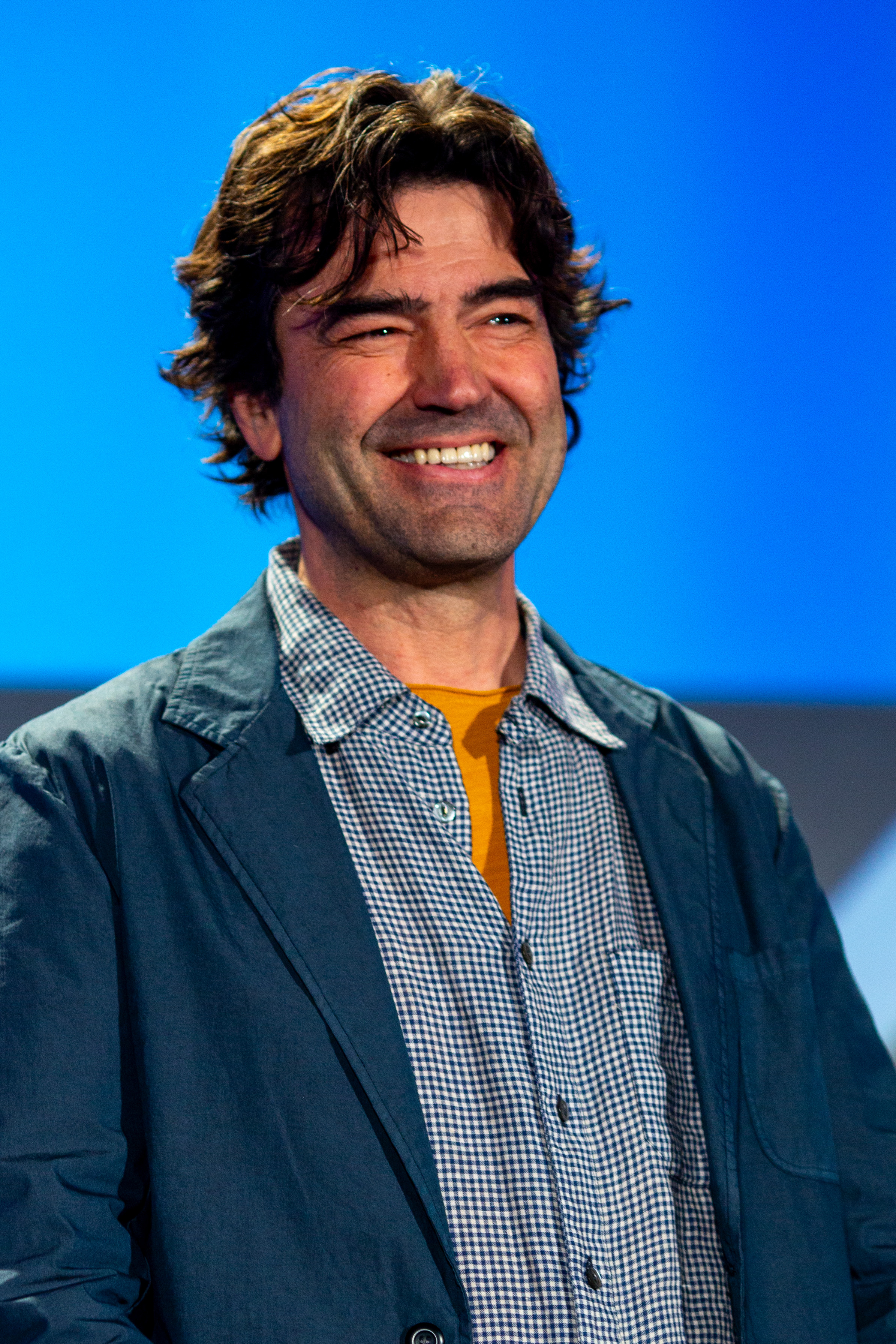
Ron Livingston (2024)

Ronald Joseph Livingston (* 5. Juni 1967 in Cedar Rapids, Iowa) ist ein US-amerikanischer Schauspieler.

## Leben und Leistungen
Der Vater von Ron Livingston war als Ingenieur für die Luftfahrt tätig. Ron Livingston absolvierte die Marion High School, dann studierte er an der Yale University Theaterkunst und Anglistik. Bereits in dieser Zeit spielte er in einigen Theaterstücken. Nach dem Abschluss im Jahr 1989 zog er nach Chicago, wo er weiterhin in Theaterstücken auftrat. Seine erste Filmrolle spielte er an der Seite von Dolly Parton und James Woods in der Komödie Sag’s offen, Shirlee aus dem Jahr 1992.
Livingston spielte in der Komödie Alles Routine (1999) die Hauptrolle des Programmierers Peter Gibbons, der sich mit Joanna (Jennifer Aniston) trifft. Für seine Rolle als Captain Lewis Nixon in der Miniserie Band of Brothers – Wir waren wie Brüder (2001) wurde er 2002 für den Golden Globe Award nominiert. In Spike Jonzes Adaption. übernahm er die Rolle des Hollywood-Agenten Marty Bowen. Im Jahr 2003 spielte er in einigen Folgen der Fernsehserie Sex and the City die Rolle des Jack Berger, eines Geliebten von Carrie Bradshaw (Sarah Jessica Parker). 2009 hatte er eine der Hauptrollen in der kurzlebigen Science-Fiction-Serie Defying Gravity – Liebe im Weltall inne. Livingston stand 2012 für James Wans Horror-Thriller The Conjuring an der Seite von Lili Taylor vor der Kamera.
Am 2. November 2009 heiratete er in San Francisco seine Schauspielkollegin Rosemarie DeWitt, die er bei den Dreharbeiten zur Fernsehserie Standoff kennengelernt hatte. Sein jüngerer Bruder, John Livingston (* 1970), ist ebenfalls Schauspieler.

## Filmografie (Auswahl)
- 1992: Sag’s offen, Shirlee (Straight Talk)
- 1994: Some Folks Call It a Sling Blade (Kurzfilm)
- 1995: The Low Life
- 1995: JAG – Im Auftrag der Ehre (JAG, Fernsehserie, Folge 1x09 Scimitar)
- 1996: Swingers
- 1997: Campfire Tales
- 1999: Alles Routine (Office Space)
- 1999: Die Akte Romero (The Big Brass Ring)
- 1999: Body Shots
- 2000: Die Wahrheit über Engel (A Rumor of Angels)
- 2001: Band of Brothers – Wir waren wie Brüder (Band of Brothers, Miniserie)
- 2001–2002: Practice – Die Anwälte (The Practice, Fernsehserie, 12 Folgen)
- 2002: Die Hochzeitsfalle (Buying the Cow)
- 2002: Adaption – Der Orchideen-Dieb (Adaptation.)
- 2002–2003: Sex and the City (Fernsehserie, 8 Folgen)
- 2003: The Cooler – Alles auf Liebe (The Cooler)
- 2003: 44 Minuten – Die Hölle von Nord Hollywood (44 Minutes: The North Hollywood Shoot-Out)
- 2004: Die Ex-Freundinnen meines Freundes (Little Black Book)
- 2005: High School Confidential (Pretty Persuasion)
- 2005: Dr. House (House M.D., Fernsehserie, Folge 2x04 TB or Not TB)
- 2006: Relative Strangers – Eltern und andere Katastrophen (Relative Strangers)
- 2006–2007: Standoff (Fernsehserie, 18 Folgen)
- 2007: Nightmares & Dreamscapes: Nach den Geschichten von Stephen King (Nightmares & Dreamscapes: From the Stories of Stephen King)
- 2008: American Crude
- 2009: Defying Gravity – Liebe im Weltall (Defying Gravity, Fernsehserie, 13 Folgen)
- 2009: Die Frau des Zeitreisenden (The Time Traveller’s Wife)
- 2010: Dinner für Spinner (Dinner for Schmucks)
- 2010: Verrückt nach dir (Going The Distance)
- 2012: Game Change – Der Sarah-Palin-Effekt (Game Change)
- 2012: Das wundersame Leben des Timothy Green (The Odd Life of Timothy Green)
- 2013: Touchy Feely
- 2013: Drinking Buddies
- 2013: The Pretty One
- 2013: Conjuring – Die Heimsuchung (The Conjuring)
- 2013: Parkland
- 2013: Boardwalk Empire (Fernsehserie, 6 Folgen)
- 2014: Fort Bliss
- 2015: The End of the Tour
- 2015: Vacation – Wir sind die Griswolds (Vacation)
- 2015: Kill the King (Shangri-La Suite)
- 2016: Die 5. Welle (The 5th Wave)
- 2016–2017: Search Party (Fernsehserie, 9 Folgen)
- 2017: Lucky
- 2017: Shimmer Lake
- 2017–2020: Loudermilk (Fernsehserie, 3 Staffeln, 30 Folgen)
- 2018: Tully
- 2018: The Long Dumb Road
- 2018: The Professor (Richard Says Goodbye)
- 2018: The Man Who Killed Hitler and Then The Bigfoot
- 2018–2019: A Million Little Things (Fernsehserie, 9 Folgen)
- 2022: The Estate – Erben leicht verkackt (The Estate)
- 2023: The Flash